# Wifag Maschinenfabrik

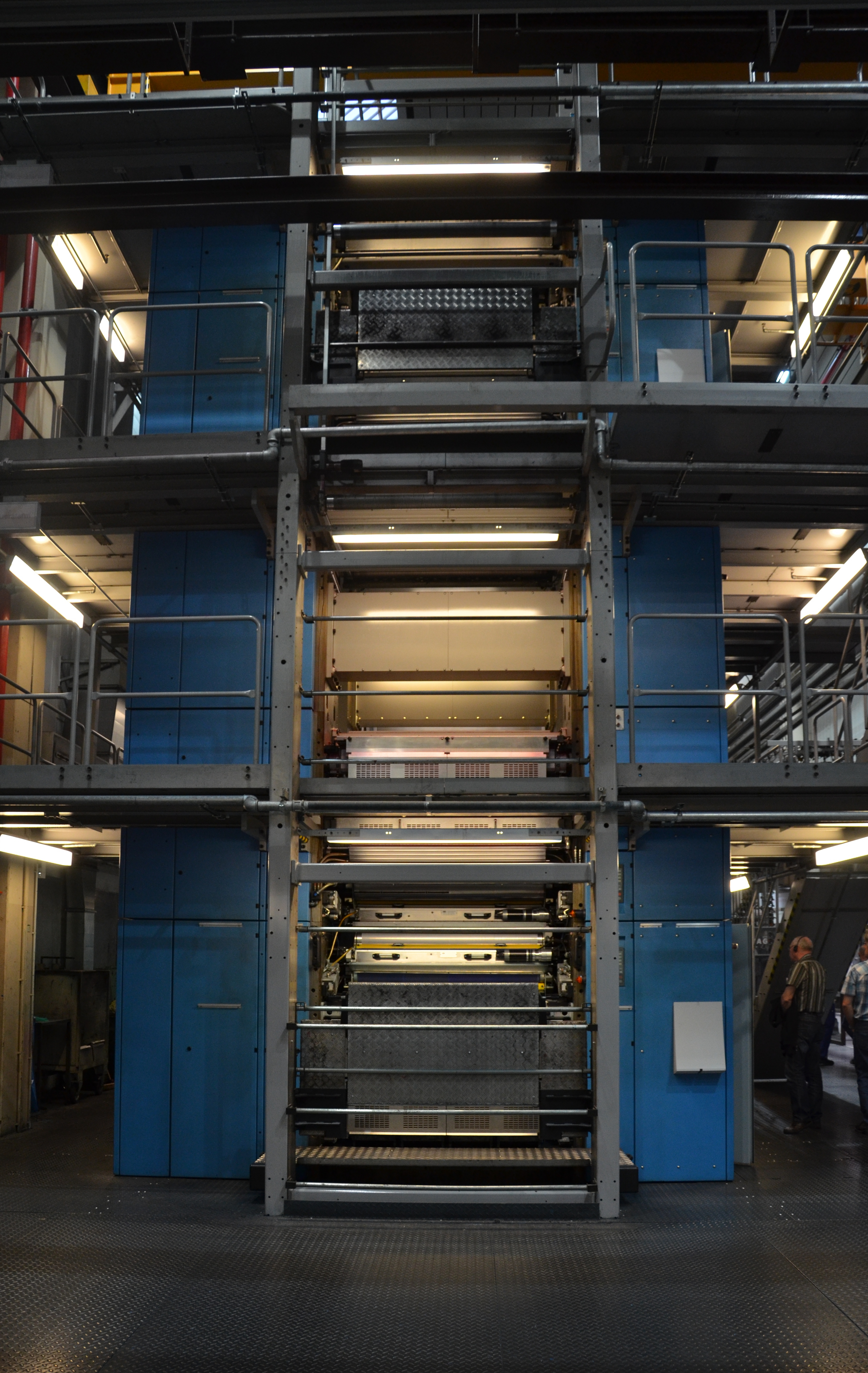
Druckeinheit der WIFAG-Rotationsdruckmaschine

Winkler, Fallert & Cie. (seit 1971 offiziell WIFAG) war von 1904 bis 2009 eine Maschinenfabrik mit Sitz in Bern. Sie war der einzige Hersteller von Rotationsmaschinen in der Schweiz.

## Geschichte

### Gründung und Etablierung
Im Jahr 1904 gründeten in Bern der aus Sachsen stammende Karl Emil Winkler, der schwäbische Buchhändler Otto Wagner und Fritz Philipp Fallert, der zu der Zeit Prokurist der Schnellpressenfabrik Heidelberg in Hamm war, eine Kommanditgesellschaft unter dem Namen «Winkler, Fallert und Cie.» zum Betrieb eines Maschinengeschäfts und einer Maschinenwerkstätte.

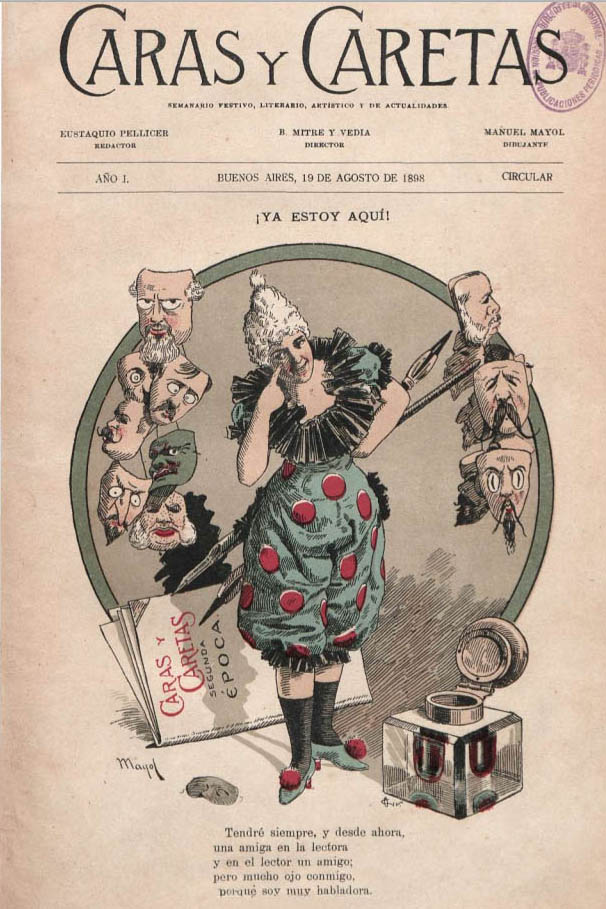
Der Einstieg in die Produktion gelang mit dem Auftrag für Caras y caretas

Zunächst konzentrierte sich die Gesellschaft auf den Vertrieb von Druckereimaschinen ausländischer Herkunft in der Schweiz und im Ausland. Das Geschäft lief gut, unter anderem besaß man das Alleinvertretungsrecht für die Schweiz und Frankreich über Rotationsmaschinen der Vogtländischen Maschinenfabrik (VOMAG) in Plauen. 1908 beschloss Winkler, eigene Maschinen zu entwickeln und herzustellen. Die Firma bewarb sich erfolgreich um einen Auftrag des argentinischen Verlegers von Caras y Caretas, einer in Buenos Aires wöchentlich erscheinenden Literaturzeitschrift. «Winkler, Fallert und Cie.» lieferten hierfür Stereotypiemaschinen sowie eine kombinierte Maschine zum Zusammentragen der Seiten und Ankleben der Umschlagblätter, die zusammen vierzig bis fünfzig Arbeitsplätze einsparten.
In der Folge entwickelte das Unternehmen die Stereotypieapparate weiter, dank derer sich Druckplatten schneller, wirtschaftlicher und in besserer Qualität herstellen liessen als mit den traditionellen Methoden. 1910 erhielt Winkler sein erstes Schweizer Patent, 1916 entstand das erste Winkler-Gießwerk zum Gießen der Stereoplatten. Bis 1964 würde man etwa 650 solcher Gießwerke produzieren.
Der Aufschwung des Unternehmens brachte die Notwendigkeit der räumlichen Vergrößerung mit sich, weshalb die «Winkler, Fallert und Cie.» 1912 Büro- und Fabrikgebäude für rund 100 Angestellte auf dem Berner Wylerfeld bezog.

### Erster Weltkrieg
Bis zum Ersten Weltkrieg war Deutschland der weltweit größte Produzent von Druckmaschinen. Nachdem die Länder der Entente keine deutschen Erzeugnisse mehr orderten, fiel für «Winkler, Fallert und Cie.» eine wichtige Einnahmequelle aus. Folglich konzentrierte man sich auf die serienmäßige Herstellung und den Vertrieb eigener Maschinen. So begann Winkler 1915 mit dem Bau einer ersten Buchdruckschnellpresse, ab 1914 hielt er ein Patent über eine Frontbogenschnellpresse, die bis zu ihrer Produktionseinstellung 1933 weltweit fast 170 Mal verkauft wurde. Bei Kriegsende übertraf der Umsatz mit Eigenfabrikaten erstmals den mit fremden Erzeugnissen.
Nach dem Krieg war man stolz darauf, seine Geschäfte ausschließlich mit «friedlichen Buchdruckereimaschinen» gemacht zu haben. 1919 erfolgte die Umwandlung in eine Aktiengesellschaft. Im selben Jahr stieg man auch die Produktion von Rotationsmaschinen ein.

### Die krisenhaften 1920er Jahre

#### Verwicklungen mit der MAN
Karl Winkler war die treibende Kraft, was den technischen Erfolg des Unternehmens anging, die Entwicklung von Druckmaschinen. Eine weniger glückliche Hand hatte er in finanziellen Angelegenheiten.
Im November 1918 schloss das Unternehmen einen ersten Lizenzvertrag mit der Maschinenfabrik Augsburg-Nürnberg (MAN). Im Zuge der Umwandlung von «Winkler, Fallert und Cie.» in eine Aktiengesellschaft wurde eine gegenseitige Beteiligung festgelegt. In der Folgezeit erwarb Winkler weitere Aktien der MAN und wurde Mitglied in deren Aufsichtsrat. Die MAN stand zu der Zeit in einem Übernahmeprozess, sowohl die Gutehoffnungshütte wie der Stinnes-Konzern waren an dem Erwerb der Aktienmehrheit interessiert. Winkler schaltete sich auf so ungeschickte Art in den Vorgang ein, dass die Gutehoffnungshütte juristisch gegen ihn vorging. Die gerichtliche wie außergerichtliche Auseinandersetzung endete erst im Sommer 1922 in einem Vergleich, demzufolge alle geschäftlichen Beziehungen zwischen den beiden Unternehmen aufgelöst wurden. Winkler musste auch seine privaten MAN-Anteile abgeben und schied aus dem Unternehmen aus, im Gegenzug verließ die MAN die «Winkler, Fallert und Cie.»
Doch auch nach diesem Vergleich endeten die Auseinandersetzungen mit der MAN nicht. Man schloss einen neuen Lizenzvertrag, der sich als nachteilig für «Winkler, Fallert und Cie.» herausstellte, den man aber mit Blick auf die hohen Prozesskosten nicht aufzulösen wagte. Erst 1942 endete der letzte der mit der MAN geschlossenen Verträge.

#### Soziale Konflikte
Anfang 1922 war die Lage des Unternehmens sehr schlecht, sodass die Geschäftsleitung Lohnkürzungen, konkret eine Abschaffung der Teuerungszulagen beschloss. Nachdem ein von Winkler ausgehandelter Kompromiss, mit dem er die angedrohte Kollektivkündigung der Arbeiter verhindern wollte, nicht umgesetzt werden konnte, kam es am 3. April zum Streik. Erst als nach mehreren Wochen die Arbeiter einsahen, dass dessen Fortführung «die Bude vollständig ruinieren» würde, nahmen sie die Arbeit wieder auf. Aber auch danach blieb die Stimmung prekär. Zwar beschäftigte das Unternehmen im Jahr darauf wieder 382 Mitarbeiter, doch waren immer noch ein Teil der ehemals Streikenden ausgesperrt, und es gab Unmut über unbezahlte Überstunden und Geldbußen wegen defekter Werkzeuge.

#### Zwei Sanierungen und ein Neuanfang
Hatte «Winkler, Fallert und Cie.» vom weitgehenden Wegfall der Konkurrenz im Ersten Weltkrieg profitiert, traf der Preiskampf in den Nachkriegsjahren das Unternehmen hart. Winkler verlangte einen Verkauf der Maschinen auf jeden Fall, teilweise wurden Verlustgeschäfte abgeschlossen. Dazu kam der sinkende Umsatz mit Fremdfabrikaten, der sich aus dem Ausscheidungsabkommen mit der MAN ergab. Diese Umstände führten 1924 zu einer ersten Firmensanierung. Zwar wurden dabei die Bankschulden getilgt, aber das Unternehmen erhielt auch kein neues Eigenkapital. Schon im Jahr darauf, als Aufträge ausblieben, geriet «Winkler, Fallert und Cie.» erneut in Schieflage. Im Februar 1926 musste Kurzarbeit angeordnet werden, und im Mai, als man Entlassungen vornehmen musste, wurde eine Nachlassstundung beantragt. In diesem zweiten Sanierungsprozess verloren die Aktionäre ihr gesamtes Kapital.
Um das verlorengegangene Vertrauen der Kunden wiederzugewinnen, aber auch, weil nicht mehr genügend Betriebskapital vorhanden war, um weiterzuarbeiten wie zuvor, trennte man den kostspieligen weltweiten Vertrieb von der Produktion ab. Bereits seit Frühjahr 1926 bestand ein Vertrag mit der Chicagoer Miehle Company über die Vertretung von deren Produkten in Europa. Ab 1927 weitete man diese Zusammenarbeit aus durch Gründung einer später «Graphicart» genannten Vertriebsgesellschaft, die die Produkte beider Unternehmen auf eigene Rechnung verkaufen sollte. Zum Teil übernahm die Graphicart sogar das Verkaufspersonal  von «Winkler, Fallert und Cie.», die nun zu einem reinen Fabrikationsbetrieb wurden.
Karl Winkler wurde als Hauptschuldiger an der Misere angesehen und musste als Direktor zurücktreten. Er erhielt den Posten eines „technischen Delegierten“ des Verwaltungsrates. Im Gefolge der Weltwirtschaftskrise, die ab 1930 auch die Schweizer Maschinenindustrie erfasste, verschärften sich die Spannungen zwischen ihm und dem Verwaltungsrat und führten schließlich zu seiner Kündigung zum Ende des Jahres 1932.

### Zweiter Weltkrieg
Die anhaltende wirtschaftliche Depression brachte auch den Hauptgläubiger, die Berner Spar- und Leihkasse, in Bedrängnis, die nun der Fabrik keine Kredite mehr geben konnte. 1936 wurde ein neuer Verwaltungsrat bestellt, und nachdem sich in den folgenden Jahren Schulden in Höhe des Aktienkapitals angehäuft hatten, stellte sich 1940 die Frage, ob «Winkler, Fallert und Cie.» – jetzt inoffiziell bereits Wifag genannt – nicht den Betrieb ganz einstellen sollte. Nach Kriegsausbruch hatte sich die Absatzlage stark verschlechtert, zudem war der Maschinenpark veraltet, der noch aus den Jahren 1915 bis 1920 stammte. Die Bank, der es nicht gelang, ihre Anteile an der Wifag abzustoßen, war bereit, das Unternehmen zu liquidieren.
Otto Wirz (1890–1976), damals Vizepräsident des Verwaltungsrates der Spar- und Leihkasse, gelang es jedoch, zusammen mit Karl Bretscher (1885–1966) ein Übernahmekonsortium zu bilden, von dem das Unternehmen mitten im Zweiten Weltkrieg übernommen wurde. Da der Export von Rotationsmaschinen eingebrochen war, verlegte man sich auf Auftragsarbeiten für branchenfremde Unternehmen, etwa in der Werkzeugmaschinen- und der Rüstungsindustrie. Außerdem stieg man in den Maschinenbau für Rundkörperdruck ein, 1945 wurde eine erste Tubendruckmaschine fertiggestellt. So gelang es Wirz in den Kriegsjahren, das Unternehmen zu sanieren.

### Nachkriegszeit
In den 1950er Jahren ging die Produktion an Werkzeugmaschinen zurück, während die Fabrikation von Maschinen zur Bedruckung von Verpackungsmaterial, für die Papier- und Folienverarbeitung sowie die Herstellung von Rotationsmaschinen wieder zunahm. 1960 kaufte die Tochtergesellschaft Bangerter AG, die 1955 in das Unternehmen integriert worden war, die Freiburger Fabrikations- und Handelsfirma Polytype. In Freiburg waren von nun an die Bereiche Stereotypie und Setzmaschinenmagazine, der Rundkörperdruck und die Folienveredelung angesiedelt. In Bern konzentrierte man sich auf den Bau von Rotationsmaschinen.

### Konzentration und Expansion
Nach dem Tod von Otto Wirz 1976 wurde dessen Tochter Ursula Wirz Vizepräsidentin und 1989 Präsidentin des Verwaltungsrats. Während die WIFAG – wie das Unternehmen seit 1971 offiziell hiess – in den 1970er Jahren noch in allen Sparten – Buchdruck, Tiefdruck und Offset – Forschung betrieben hatte, entschied sie sich im kommenden Jahrzehnt aus Kosten- und Kapazitätsgründen für eine Konzentration auf den Offsetdruck. Im Vordergrund stand nun der Bau von doppelbreiten, zweischnittigen Zeitungsoffsetrotationen. 1992 beschäftigte die WIFAG-Gruppe, zu der auch Polytype in Freiburg, die Maschinenfabrik Drent, Polytype America Corporation PAC in den USA, Prandi in Italien sowie die Handelsgesellschaften WIFAG in Holland, Deutschland und Belgien gehörte, weltweit 2115 Mitarbeiter. Nach dem Tod von Ursula Wirz im Jahr 2007 wurde die Ursula-Wirz-Stiftung Hauptaktionärin der WIFAG, die im selben Jahr in die WIFAG-Polytype-Holding umgewandelt wurde.

### Ende
Infolge der 2008 einsetzenden Wirtschaftskrise und der anhaltenden strukturellen Krise auf dem Zeitungsmarkt wurde der Bau von Druckmaschinen 2009 eingestellt. Seit 2011 besteht die WIFAG nur noch als Servicebetrieb, der die ausgelieferten Maschinen innerhalb der WIFAG-Polytype-Holding weiterbetreut.

## Archiv
- Firmenarchiv WIFAG Maschinenfabrik AG im Katalog der Burgerbibliothek Bern